# Reithrodontomys chrysopsis
Reithrodontomys chrysopsis là một loài động vật có vú trong họ Cricetidae, bộ Gặm nhấm. Loài này được Merriam mô tả năm 1900.